# Wojciech Pszoniak
Wojciech Zygmunt Pszoniak (Leopoli, 2 maggio 1942 – Varsavia, 19 ottobre 2020) è stato un attore polacco.

## Biografia
Pszoniak nacque a Leopoli, nella Polonia occupata dai nazisti, ora in Ucraina. Ottenne visibilità internazionale con il film del 1975 La terra della grande promessa, diretto da Andrzej Wajda, nel quale interpretò Moritz, uno dei tre personaggi principali.
L'attore lasciò la Polonia durante il periodo di tensioni politiche del 1980-81 provocate dal sindacato Solidarnosc, stabilendosi in Francia, dove interpretò diversi ruoli. Tornò a lavorare nel cinema e nel teatro polacco soltanto dopo la caduta del comunismo nell'Europa orientale, avvenuta nel 1989, anno in cui recitò nel film Rosso veneziano.
A livello internazionale, semplificò il suo nome in Wojtek, diminutivo standard di Wojciech.
Pszoniak interpretò spesso personaggi ebrei, sebbene non fosse di origine ebraica. Questo in Francia fu in parte dovuto al successo che ebbe grazie al film La terra della grande promessa.
Pszoniak non conosceva il francese quando emigrò in Francia, dunque dovette imparare foneticamente le sue battute teatrali; nel film Danton, dove interpretò il ruolo Robespierre, la sua voce venne doppiata. Secondo un aneddoto riguardante le sue abilità linguistiche, quando parlò francese per la prima volta, un regista gli disse che preferiva il suo vecchio accento.
Morì di cancro nel 2020 a Varsavia, all'età di 78 anni.

## Filmografia parziale

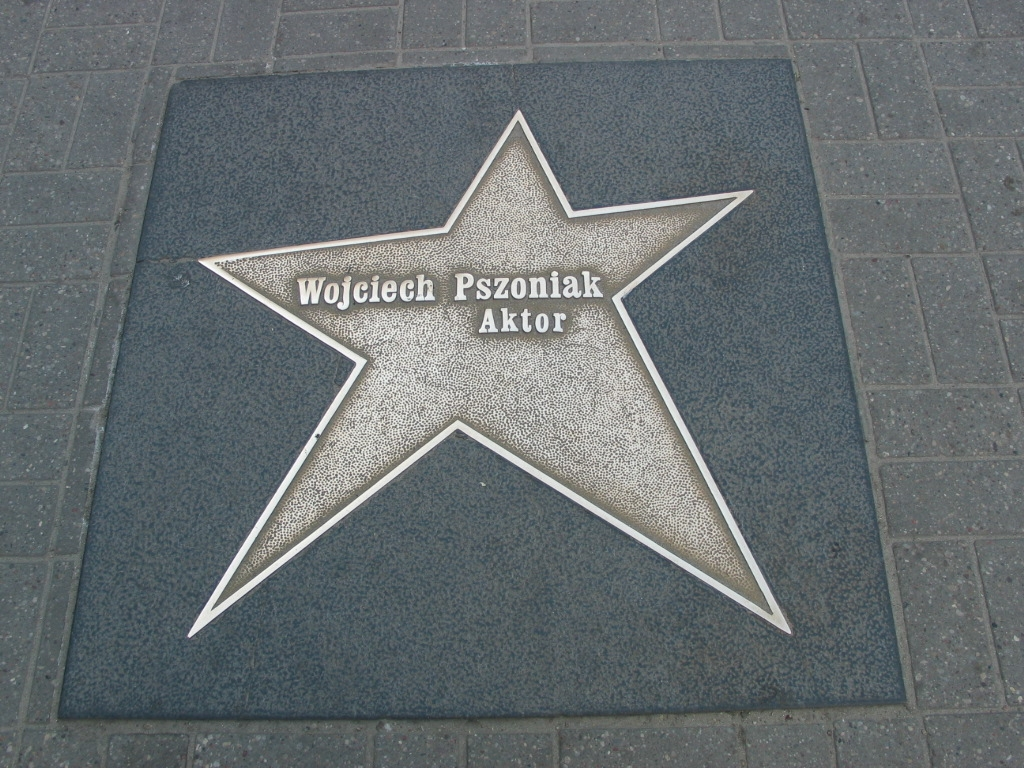
La stella di Wojciech Pszoniak sulla Walk of Fame di Łódź

### Cinema
- Il diavolo (Diabel), regia di Andrzej Żuławski (1972)
- Le nozze (Wesele), regia di Andrzej Wajda (1973)
- Gniazdo, regia di Jan Rybkowski (1974)
- La terra della grande promessa (Ziemia obiecana), regia di Andrzej Wajda (1975)
- Il tamburo di latta (Die Blechtrommel), regia di Volker Schlöndorff (1979)
- Olimpiada 40, regia di Andrzej Kotkowski (1980)
- Danton, regia di Andrzej Wajda (1983)
- Mosse pericolose (La diagonale du fou), regia di Richard Dembo (1984)
- Raccolto amaro (Bittere Ernte), regia di Agnieszka Holland (1985)
- Io odio gli attori (Je hais les acteurs), regia di Gérard Krawczyk (1986)
- Un prete da uccidere (To Kill a Priest), regia di Agnieszka Holland (1988)
- Rosso veneziano (Rouge Venise), regia di Étienne Périer (1989)
- Dottor Korczak (Korczak), regia di Andrzej Wajda (1990)
- La settimana santa (Wielki tydzień), regia di Andrzej Wajda (1995)
- Per amore di Elena (Pour Amour de Eléna), regia di Maurice Fryland (1997)
- Vincent - Una vita dopo l'altra (Deuxième vie), regia di Patrick Braoudé (2000)
- Chaos, regia di Coline Serreau (2001)
- Il patto del silenzio (Le Pacte du silence), regia di Graham Guit (2003)
- Strajk - Die Heldin von Danzig, regia di Volker Schlöndorff (2006)
- Nadzieja, regia di Stanislaw Mucha (2007)
- 1920 Bitwa Warszawska, regia di Jerzy Hoffman (2011)

### Televisione
- Notturno (Mit meinen heißen Tränen), regia di Fritz Lehner - miniserie TV (1986)
- Rosemary's Baby, regia di Agnieszka Holland - miniserie TV (2014)

## Riconoscimenti
- Polskie Nagrody Filmowe per il suo ruolo in Excentrycy, czyli po słonecznej stronie ulicy, (2016)
- Premio come miglior attore non protagonista al Gdynia Film Festival per il suo ruolo in Excentrycy, czyli po słonecznej stronie ulicy, (2015)
- Croce di commendatore dell'Ordine della Polonia restituta (2011)[4]
- Ordine nazionale al merito, per i suoi contributi al rafforzamento delle relazioni polacco-francesi nel campo della cultura, Francia (2008)
- Medaglia d'oro Gloria Artis (2007)
- Croce d'oro al merito (1975)
- Premio del Ministro degli affari esteri della Polonia (1975)

## Doppiatori italiani
Nelle versioni in italiano delle opere in cui ha recitato, Wojciech Pszoniak è stato doppiato da:
- Oreste Lionello in Danton
- Sergio Fiorentini in Per amore di Elena
- Angelo Nicotra in Chaos